# Tegra 4i
Tegra 4i — Система на кристалле производства корпорации NVidia. Представлена в 2013 году, производится по процессу 28 нм. Чип включает в себя четырёхъядерный процессор ARM Cortex-A9 с максимальной тактовой частотой 2.3 ГГц, пятое энергосберегающее ядро-компаньон с максимальной частотой 500 МГц, 60-ядерный видеоускоритель NVIDIA GeForce ULP, а также LTE-модем NVIDIA i500.
NVIDIA i500 — полноценный LTE-модем, который поддерживает любое устройство на базе Tegra, представляя собой отдельный, дополнительный чипсет. Tegra 4i — это одночиповый процессор, который представляет собой полноценный процессор с интегрированной оптимизированной версией модема i500.
Используется в устройствах Explay 4Game и Blackphone.